# 遠山正瑛

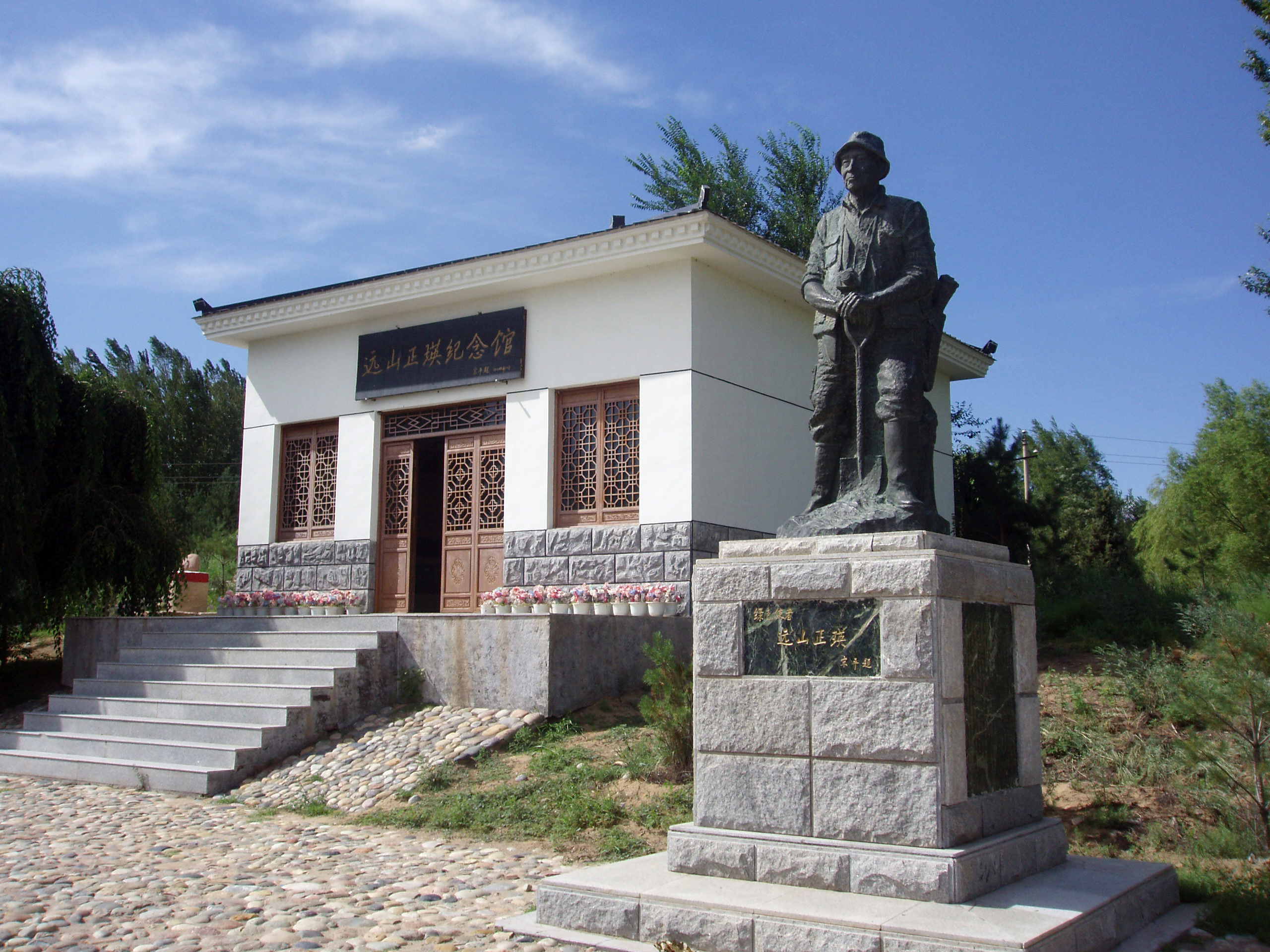
内モンゴル自治区にある遠山正瑛記念館

遠山正瑛（とおやま せいえい、1906年12月14日 - 2004年2月27日）は、日本の農学者・園芸学者。鳥取大学名誉教授。中国内モンゴル自治区のクブチ砂漠の約2万ヘクタールの砂漠の緑化に成功し、その取り組みが高く評価されている。

## 生涯
1906年12月14日、山梨県南都留郡瑞穂村新倉（後の旧下吉田町新倉、現・富士吉田市新倉）に生まれる。実家は浄土真宗本願寺派の寺院である大正寺で、6人兄弟の3番目だった。旧制山梨県立日川中学校（現：山梨県立日川高等学校）、旧制第二高等学校を卒業。高校時代に旧制第二高等学校の先輩である、菊池秋雄教授に出会い農学を志す。京都帝国大学農学部農学科に入学。京都大学で卒業後は同大で助手として働いた。

### 中国での農業調査
1934年、28歳の時に菊池秋雄教授の推薦で、外務省文化事業部の「中国の土地と農業の調査研究」の話を受ける。1935年、29歳のときに中国へ渡り北京に滞在する。その後、山東省、河南省を渡り、黄河流域の農業調査をした。その後調査範囲を広げ、1936年に初めて内蒙古のムウス砂漠に行き着く。当時のムウス砂漠では砂漠化が進み、農地を侵食し、作物が取れずに困窮したことで2000万人以上が餓死していた。炊き出しのお粥一杯を求め、数十キロの行列に並ぶ人々の中の、現地の男性からの15歳の娘を30円（当時）で買って欲しいとの要求をうけ衝撃をうける。1937年7月、日中戦争が勃発し、帰国命令が出て帰国。

### 日本での研究
1941年、鳥取高等農林学校（現鳥取大学農学部）に赴任。梨の研究をしていたが、菊池秋雄教授のすすめで、鳥取砂丘で砂地農業の研究をすることになる。1953年、遠山らは鳥取砂丘の砂地を農業に利用するために、日本初めての灌漑用スプリンクラーを導入する。1962年に京都大学農学博士取得。論文の題は「砂丘地の特殊環境と適応作物の研究」。1971年に鳥取大学農学部を退官。

### トングリ砂漠におけるブドウ栽培
1972年9月に日中共同声明が発表され、日中国交が正常化する。1979年、72歳の遠山は「中国西域学術調査団」を結成し、日本国内に家族を残し、私財を投げ打って一人で40年ぶりに訪中した。
二度にわたる訪中調査を行ったあと、トングリ沙漠（騰格里砂漠）とトルファンでの緑化構想を描く。1984年、77歳のとき「中国砂漠開発日本協力隊」の隊長に選ばれ、寧夏回族自治区のトングリ砂漠に向かう。 緑化をすすめるために、日本から持ち込まれた巨峰の苗木を用いた「近代化ブドウ園造り」計画をたてた。当初は5ヘクタールだったブドウ園が、1,000ヘクタールにまで急速に拡大した。この初期のプロジェクトの実現可能性と影響力が認められ、さらなる投資と拡大につながることになった。

### クブチ砂漠の緑化活動
1991年、トングリ砂漠の成功を知った王明海によって招聘され、内蒙古自治区のクブチ砂漠にある恩格貝（エンガベイ、またはオングベー）で緑化活動のプロジェクトに携わることになった。このプロジェクトは、彼の生涯における最大のプロジェクトとなった。

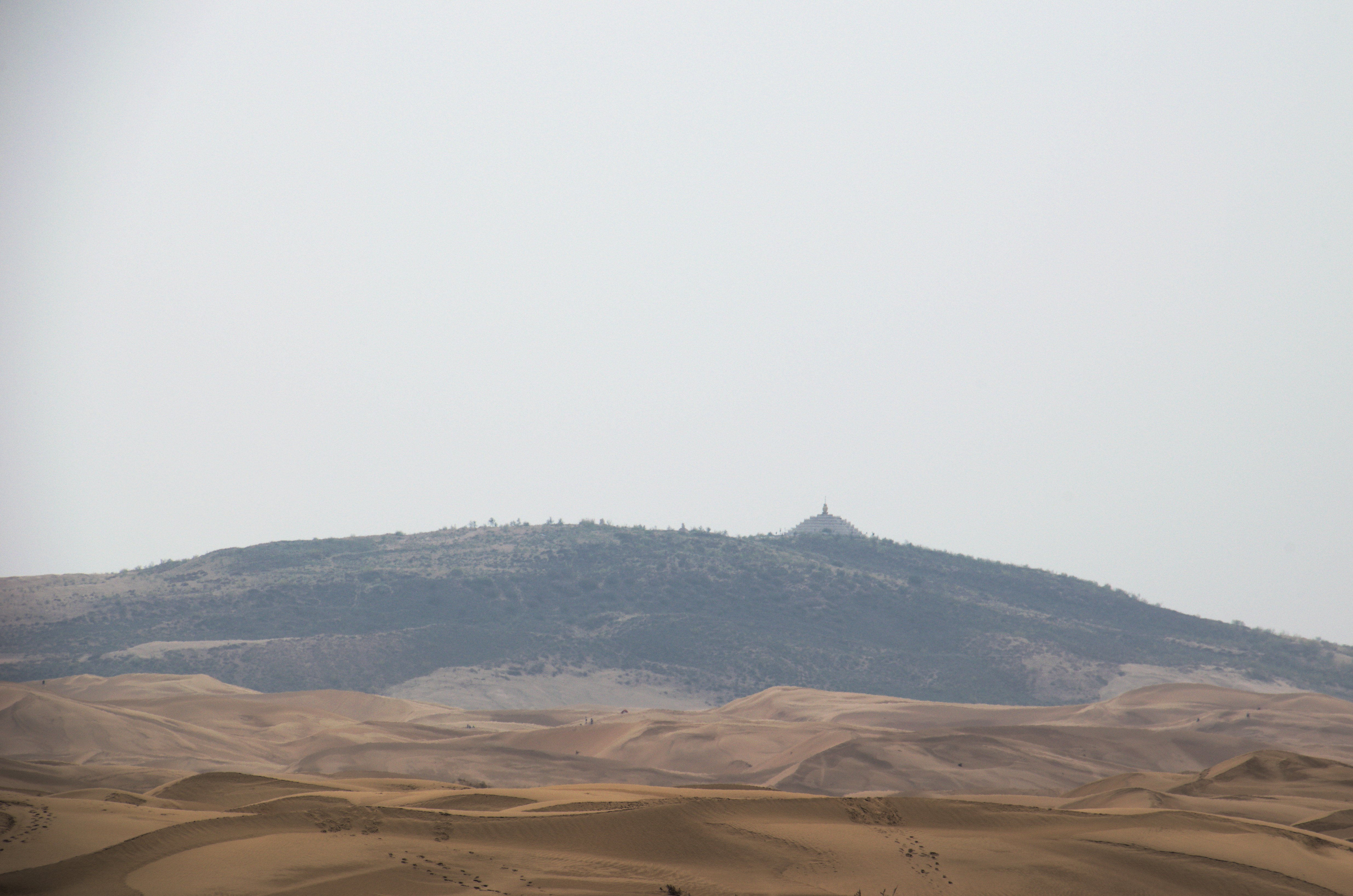
クブチ砂漠

同年、遠山はNPO法人日本沙漠緑化実践協会を設立した。協会は、「緑の協力隊」として組織された日本人ボランティアを恩格貝などのプロジェクト現場に派遣する上で中心的な役割を果たした。遠山も自らも、クブチ砂漠にある恩格貝に移住して、活動をするようになった。遠山が2004年に亡くなった後も、協会はその活動を継続している。
遠山はまず、クブチ砂漠の水源を調査し、一見砂地に見えても地下に水が含まれる層があることを確認した。その数ヶ月後、鳥取砂丘の例を参考にし、砂漠でも育つ多年草の葛を栽培する計画をたてる。遠山の考えによれば、乾燥が激しい黄河流域において、まず根を深く伸ばす葛を定着させ、砂漠の拡大を防ぎ水分の確保をし、その後に本格的な植林を行うというものであった。
遠山は協会を通じて日本で葛の種の寄付を依頼した。最初は10kgほど集まれば十分と考えていた遠山だったが、寄付を依頼すると、全国の小学生から大人が寄付をし1000kgに達した。集まった葛の種子をまいたが、種子に害虫がいたり、実験圃場で育てた葛の苗を移植すると羊や山羊が残らずかじるというトラブルなどもあった。
遠山は、ポプラの木を代替とする方針に変更。当初は、水分不足で植林したポプラを枯らしてしまったが、日本の紙おむつに含まれる高吸水性ポリマーを用い、ポプラの根の部分に水分を供給する方法を生み出した。「緑の協力隊」として組織された日本人ボランティアが、1週間から10日間のツアーに参加して、ポプラの苗木を一本一本手で植えた 。春には、地元の人々を雇用して集中的な植林も行わわれた。植えられた木の生存率は約80%と高く、これは遠山の長年の研究と経験に基づいた技術によるものだった 。
この大規模な植林活動は、クブチ砂漠の目覚ましい生態系の改善をもたらした 。森林が広がり、動物たちが戻り、半月湖という湖まで生まれたと報告されている 。植生被覆率は70%にまで達した 。かつて「死の土地」と呼ばれていた場所は、緑豊かな地域へと生まれ変わった 。   
また、このプロジェクトにより社会経済的にも大きな影響が見られた。砂丘の移動を止めるために、農業をはじめとする持続可能な産業の定着が目標とされ 、ジャガイモ、トウモロコシ、トマト、スイカなどの作物が栽培されるようになった。かつてこの地を去った住民たちが戻り、観光地としても発展し、「奇跡の砂漠の村」と呼ばれるようになった。現在では。恩格貝は中国国家級の旅遊区となり、3万人以上の旅行者が訪れるようになっている。
このプロジェクトで、2008年までに、恩格貝のために200万元を集め、335のチーム、9320名の植林ボランティア参加によって、ポプラを中心に314万6566本が植林された。恩格貝モデル区の約2万ヘクタール（30万ムー）の面積をカバーしている。恩格貝モデル区以外に、中華人民共和国内モンゴル自治区アルシャー盟エジナ旗でも植林活動を行っている。

### その後
1993年、吉川英治文化賞を受賞。1995年に内蒙古栄誉市民称号、1998年に友誼賞を受賞。
1996年8月16日、中国政府は植樹100万本達成を記念して、「緑色大使」称号を与え銅像を建立した。生前に銅像が建てられたのは、毛沢東と遠山正瑛のふたりだけだといわれている。彼の功績は中国において高く評価され「砂漠の父」とも称されている。その後、恩格貝に遠山正瑛記念館が建てられた。
1997年、富士吉田市名誉市民の称号を受賞。2001年2月、国連「人類に対する思いやり市民賞」受賞。2002年10月15日、NHKのドキュメンタリー番組「プロジェクトX〜挑戦者たち〜」で、緑化プロジェクトが取り上げられた。
2003年（平成15年）8月、その功績から、アジアのノーベル賞といわれる「ラモン・マグサイサイ賞」（平和・国際理解部門）を受賞した。2004年（平成16年）2月、肺炎により鳥取市内で逝去（享年97歳）。
2005年（平成17年）11月、鳥取砂丘の「こどもの国」に、「遠山正瑛記念資料室」が開設された。長男である遠山柾雄は、1989年（平成元年）からザンビアで植林計画を始めるなど、遺志を継いでいる。